# Kup europskih prvaka 1962./63. (košarka)
Ovo je šesto izdanje Kupa europskih prvaka u košarci. Sudjelovalo je 26 momčadi: igran je kvalifikacijski turnir, osmina završnice, četvrtzavršnica, poluzavršnica i završnica. Jugoslavija je imala jednog predstavnika: ljubljansku AŠK Olimpiju. Tijekom izbacivanja igrane su dvije utakmice i nije bio važan broj pobjeda nego razlika u pogocima. Završnica je igrana u Moskvi 1. kolovoza 1963.

## Turnir

### Poluzavršnica
- Spartak Brno -  Real Madrid 79:60, 67:90
- Dinamo Tbilisi -  CSKA Moskva 59:76, 78:79

### Završnica
- Real Madrid -  CSKA Moskva 86:69, 74:91 (ukupno 160:160); 99:80

- europski prvak:  CSKA Moskva (drugi naslov)
  - sastav ([1]):	Armenak Alačačjan, Aleksandr Travin, Anatolij Astakhov, Vječeslav Khrinin, Gennadij Vol'nov, Jurij Kornejev, Aleksandr Kulkov, Michail Semënov, Aleksandr Petrov, Jaak Lipso, Viktor Zubkov, Arkadij Bočkarëv, trener Jevgenij Aleksejev